# Discogobio propeanalis
Discogobio propeanalis är en fiskart som beskrevs av Zheng och Zhou 2008. Discogobio propeanalis ingår i släktet Discogobio och familjen karpfiskar. Inga underarter finns listade i Catalogue of Life.